# براندون يب
براندون يب هو لاعب هوكي الجليد كندي، ولد في 25 أبريل 1985 في مابل ريدج في كندا.

## وصلات خارجية
- براندون يب على موقع دوري الهوكي الوطني (الإنجليزية)
- براندون يب على موقع دوري الهوكي للقارات (الإنجليزية)
- براندون يب على موقع EliteProspects.com (الإنجليزية)
- براندون يب على موقع HockeyDB.com (الإنجليزية)
- براندون يب على موقع Hockey-Reference.com (الإنجليزية)
- براندون يب على موقع أوليمبيديا (الإنجليزية)